# Robin Walter (Sportschütze)
Robin Walter (* 9. Juli 1999) ist ein deutscher Sportschütze. Er ist dreifacher Europameister und Europaspielesieger mit der Luftpistole. 

## Werdegang
Robin Walter kam über seinen Vater zum Schießsport. Mit 18 Jahren gewann er bei den Junioren-Schieß-Europameisterschaften 2017 in Maribor die Silbermedaille in der Disziplin 10 Meter Pistole. Bei der Druckluft-Europameisterschaft 2022 im norwegischen Hamar wurde Walter zum erfolgreichsten Athleten des deutschen Teams: er gewann für die deutsche Nationalmannschaft bei allen drei seiner Starts Medaillen: Gold im Einzel und im Mixed zusammen mit Sandra Reitz, dazu Bronze mit dem Herren-Team mit Paul Fröhlich und David Probst. Walter gewann das Einzelfinale in der Disziplin 10 Meter Luftpistole nach einem Finale gegen den Slowaken Juraj Tužinský mit 17:15, wobei er zwei „Matchbälle“ des Gegners abwehrte. 2024 krönte Walter sich erneut zum Europameister, in dem er bei der Europameisterschaft in Győr zusammen mit seinen Schützenkollegen Michael Schwald und Paul Fröhlich den 10 Meter-Luftpistole-Mannschafts-Wettbewerb gewann. Walter war 2024 Weltranglistenerster bei den 10 Meter-Luftpistole-Schützen.
Bei den Olympischen Spielen 2024 in Paris zog Walter mit der Luftpistole als Achter der Qualifikation ins Finale ein, das er auf dem sechsten Platz beendete. Im Mixed belegte er mit Doreen Vennekamp Rang neun.